# Montfort-l’Amaury
Montfort-l’Amaury ist eine französische Gemeinde mit 2790 Einwohnern (Stand 1. Januar 2022) und eine gleichnamige Kleinstadt im Département Yvelines in der Region Île-de-France. Sie gehört zum Arrondissement Rambouillet und zum Kanton Aubergenville.

## Geographie
Die Gemeinde erstreckt sich nördlich des Waldes von Rambouillet und gehört zum Regionalen Naturpark Haute Vallée de Chevreuse. Die Stadt liegt auf einem Bergsporn von 183 Metern Höhe. Sie grenzt im Westen an Grosrouvre, Les Mesnuls und Saint-Léger-en-Yvelines im Süden, Bazoches-sur-Guyonne im Osten und Méré im Norden.

## Geschichte

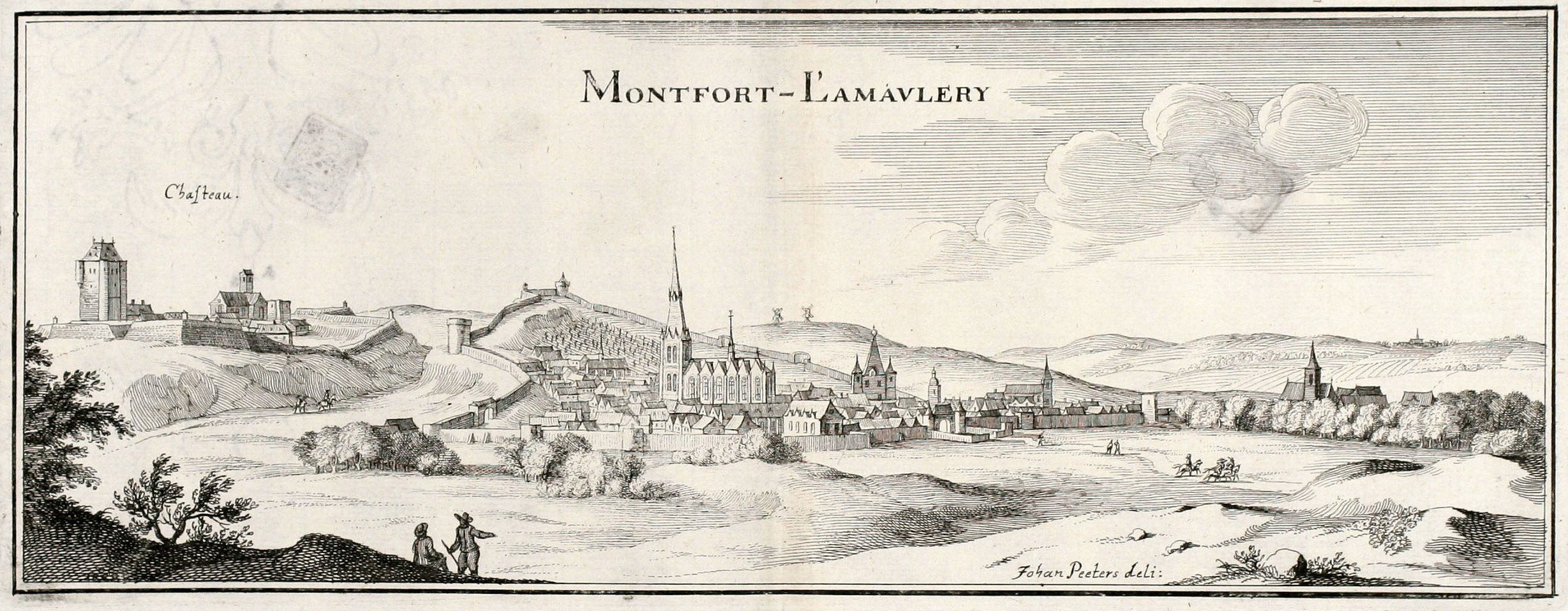
Ansicht von Montfort-l’Amaury aus der Topographia Galliae, 1657

Die Burg über der Stadt stammt aus dem Jahr 996 und geht auf den König Robert II. zurück. Sie wurde von den Engländern während des Hundertjährigen Kriegs zerstört. Die Herrschaft Montfort wurde zugunsten Simon IV. de Montfort zur Grafschaft erhoben.
Montfort-l'Amaury war im Besitz des Hauses Montfort seit dem Beginn des 11. Jahrhunderts. Amaury I. ließ die Stadtmauer errichten, von der heute noch Reste zu sehen sind.
Die Grafschaft Montfort-l’Amaury wurde mit dem Herzogtum Bretagne vereinigt, als die Erbin von Montfort 1364 den Herzog Arthur II. heiratete. Mit der Bretagne kam die Grafschaft dann 1532 unter Franz I. an die französische Krone.

## Sehenswürdigkeiten
- Reste der Stadtmauer aus dem 11. und 12. Jahrhundert
- Burgruine Montfort aus dem 12. Jahrhundert
- Haus Maurice Ravels, der ab 1920 hier gelebt hat, heute Museum
- Kirche Saint-Pierre aus dem 11. und 16. Jahrhundert, mit Bleiglasfenstern aus dem 16. Jahrhundert
- Schloss Groussay aus dem 19. Jahrhundert
- Musée Maurice Ravel

## Persönlichkeiten
- Simon de Monfort (* 1160; † 1218), Herr von Montfort-l'Amaury
- Pierre Dupuis (* 1610; † 1682), Stilllebenmaler des Barock
- Mathieu de Montmorency-Laval (* 1767; † 1826), Abgeordneter und Minister
- Victor Hugo (* 1802; † 1885), Schriftsteller
- Georges Bizet (* 1838; † 1875), Komponist
- Léon Durocher (* 1862; † 1918), Chansonnier, Schriftsteller und Komponist
- Maurice Ravel (* 1875; † 1937), Komponist
- Marcel Herrand (* 1897; † 1953), Schauspieler
- Robert Merle (* 1908; † 2004), Schriftsteller
- Jean Anouilh (* 1910; † 1987), Dramatiker, Drehbuchautor und Filmregisseur
- Georges Marchal (* 1920; † 1997), Schauspieler
- Charles Aznavour (* 1924; † 2018), Komponist, Sänger und Schauspieler
- Dany Robin (* 1927; † 1995), Schauspielerin
- Jean-Pierre Rassam (* 1941; † 1985), Filmproduzent
- Johnny Hallyday (1943–2017), Sänger, Songwriter und Schauspieler
- Philippe Starck (* 1949), Stardesigner und Architekt
- Thierry Gilardi (* 1958; † 2008), Fernsehjournalist und Sportkommentator
- Florent Pagny (* 1961), Sänger und Schauspieler

## Gemeindepartnerschaften
- Nickenich (Deutschland)